# Primera División de waterpolo 2022-23
La temporada 2022-23 de la Primera División de waterpolo fue disputada por catorce equipos de España. La competición está organizada por la Real Federación Española de Natación y es la segunda competición en el sistema de ligas de waterpolo en España. Al final, ascendió el Club Natació Sant Feliu a la división de honor y descendieron el colegio Brains y el Club Natació Badia.

## Equipos
| Equipo                               | Ciudad                  |
| Grupo A                              | Grupo A                 |
| ------------------------------------ | ----------------------- |
| Unió Esportiva Horta                 | Barcelona               |
| Club Natació Molins de Rei Sintagmia | Molins de Rey           |
| Club Natació Sant Feliu              | Sant Feliu de Llobregat |
| Club Natación Granollers             | Granollers              |
| Centro Natación Helios               | Zaragoza                |
| Colegio Brains                       | Alcobendas              |
| Club Deportivo Waterpolo Turia       | Valencia                |
| Grupo B                              |                         |
| Waterpolo Navarra                    | Pamplona                |
| Claret Askartza                      | Lejona                  |
| Club Waterpolo Sevilla               | Sevilla                 |
| Club Natació Montjuïc                | Barcelona               |
| Club Natación Premiá                 | Premiá de Mar           |
| Club Natación La Latina              | Madrid                  |
| Club Natació Badia                   | Badia del Vallès        |

## Clasificación

### Fase 1

#### Grupo A
|                                                                   | Equipo                  | Puntos | J  | G | P  | GF  | GC  | DG  |
| ----------------------------------------------------------------- | ----------------------- | ------ | -- | - | -- | --- | --- | --- |
| 1                                                                 | Club Natació Sant Feliu | 21     | 12 | 9 | 3  | 135 | 110 | 25  |
| 2                                                                 | UE Horta-Haxelia        | 21     | 12 | 9 | 3  | 137 | 105 | 32  |
| 3                                                                 | CN Granollers           | 20     | 12 | 8 | 4  | 147 | 115 | 32  |
| 4                                                                 | CN Molins de Rei        | 19     | 12 | 7 | 5  | 123 | 127 | -4  |
| 5                                                                 | CDW Turia               | 16     | 12 | 4 | 8  | 112 | 143 | -31 |
| 6                                                                 | CN Helios               | 15     | 12 | 3 | 9  | 102 | 126 | -24 |
| 7                                                                 | Colegio Brains          | 14     | 12 | 2 | 10 | 145 | 175 | -30 |
| Fuente: Federación Española de Natación; actualización automática |                         |        |    |   |    |     |     |     |

#### Grupo B
|                                                                   | Equipo                | Puntos | J  | G | P | GF  | GC  | DG  |
| ----------------------------------------------------------------- | --------------------- | ------ | -- | - | - | --- | --- | --- |
| 1                                                                 | Club Natación Premiá  | 21     | 12 | 9 | 3 | 130 | 117 | 13  |
| 2                                                                 | Club Natació Montjuïc | 20     | 12 | 8 | 4 | 110 | 101 | 9   |
| 3                                                                 | Claret Askartza       | 19     | 12 | 7 | 5 | 148 | 140 | 8   |
| 4                                                                 | CDW Navarra           | 18     | 12 | 6 | 6 | 125 | 121 | 4   |
| 5                                                                 | CN La Latina          | 17     | 12 | 5 | 7 | 128 | 131 | -3  |
| 6                                                                 | CW Sevilla            | 16     | 12 | 4 | 8 | 117 | 124 | -7  |
| 7                                                                 | CN Badia              | 15     | 12 | 3 | 9 | 112 | 136 | -24 |
| Fuente: Federación Española de Natación; actualización automática |                       |        |    |   |   |     |     |     |

### Fase 2

#### Grupo C
|                                                                   | Equipo                  | Puntos | J  | G  | P | GF | GC  | DG  |
| ----------------------------------------------------------------- | ----------------------- | ------ | -- | -- | - | -- | --- | --- |
| 1                                                                 | Club Natació Sant Feliu | 25     | 14 | 11 | 0 | 3  | 165 | 125 |
| 2                                                                 | Club Natación Premiá    | 23     | 14 | 9  | 0 | 5  | 142 | 144 |
| 3                                                                 | Claret Askartza         | 21     | 14 | 7  | 0 | 7  | 156 | 166 |
| 4                                                                 | UE Horta-Haxelia        | 21     | 14 | 7  | 0 | 7  | 140 | 131 |
| 5                                                                 | CDW Navarra             | 21     | 14 | 7  | 0 | 7  | 123 | 113 |
| 6                                                                 | Club Natació Montjuïc   | 20     | 14 | 6  | 0 | 8  | 129 | 129 |
| 7                                                                 | CN Granollers           | 20     | 14 | 6  | 0 | 8  | 136 | 138 |
| 8                                                                 | CN Molins de Rei        | 17     | 14 | 3  | 0 | 11 | 111 | 156 |
| Fuente: Federación Española de Natación; actualización automática |                         |        |    |    |   |    |     |     |

### Grupo D
|                                                                   | Equipo         | Puntos | J  | G | P | GF | GC  | DG  |
| ----------------------------------------------------------------- | -------------- | ------ | -- | - | - | -- | --- | --- |
| 1                                                                 | CN La Latina   | 18     | 10 | 8 | 0 | 2  | 115 | 100 |
| 2                                                                 | CW Sevilla     | 15     | 10 | 5 | 0 | 5  | 102 | 101 |
| 3                                                                 | CN Helios      | 15     | 10 | 5 | 0 | 5  | 97  | 93  |
| 4                                                                 | CDW Turia      | 14     | 10 | 4 | 0 | 6  | 98  | 130 |
| 5                                                                 | Colegio Brains | 14     | 10 | 4 | 0 | 6  | 125 | 117 |
| 6                                                                 | CN Badia       | 14     | 10 | 4 | 0 | 6  | 99  | 95  |
| Fuente: Federación Española de Natación; actualización automática |                |        |    |   |   |    |     |     |

### Fase 3
|  | Semifinales | Semifinales             | Semifinales          | Semifinales          |   |                         | Final                   | Final | Final | Final |  |
|  |             |                         |                      |                      |   |                         |                         |       |       |       |  |
|  |             |                         |                      |                      |   |                         |                         |       |       |       |  |
|  | 1º          | Club Natació Sant Feliu | 9                    | 11                   |   |                         |                         |       |       |       |  |
|  | 1º          | Club Natació Sant Feliu | 9                    | 11                   |   |                         |                         |       |       |       |  |
|  | 4º          | UE Horta-Haxelia        | 9                    | 7                    |   |                         |                         |       |       |       |  |
|  | 4º          | UE Horta-Haxelia        | 9                    | 7                    |   | Club Natació Sant Feliu | Club Natació Sant Feliu | 7     | 12    |       |  |
|  |             |                         |                      |                      |   | Club Natació Sant Feliu | Club Natació Sant Feliu | 7     | 12    |       |  |
|  |             |                         | Club Natación Premiá | Club Natación Premiá | 2 | 7                       |                         |       |       |       |  |
|  | 2º          | Claret Askartza         | Club Natación Premiá | Club Natación Premiá | 2 | 7                       | 12                      | 8     |       |       |  |
|  | 2º          | Claret Askartza         |                      |                      |   |                         | 12                      | 8     |       |       |  |
|  | 3º          | Club Natación Premiá    | 12                   | 16                   |   |                         |                         |       |       |       |  |
|  | 3º          | Club Natación Premiá    | 12                   | 16                   |   |                         |                         |       |       |       |  |
|  |             |                         |                      |                      |   |                         |                         |       |       |       |  |